# Euprocte corse
Euproctus montanus
Espèce
Synonymes
- Megapterna montana Savi, 1838

Statut de conservation UICN

 LC  : Préoccupation mineure
Euproctus montanus, l'euprocte corse, est une espèce d'urodèles de la famille des Salamandridae.

## Répartition

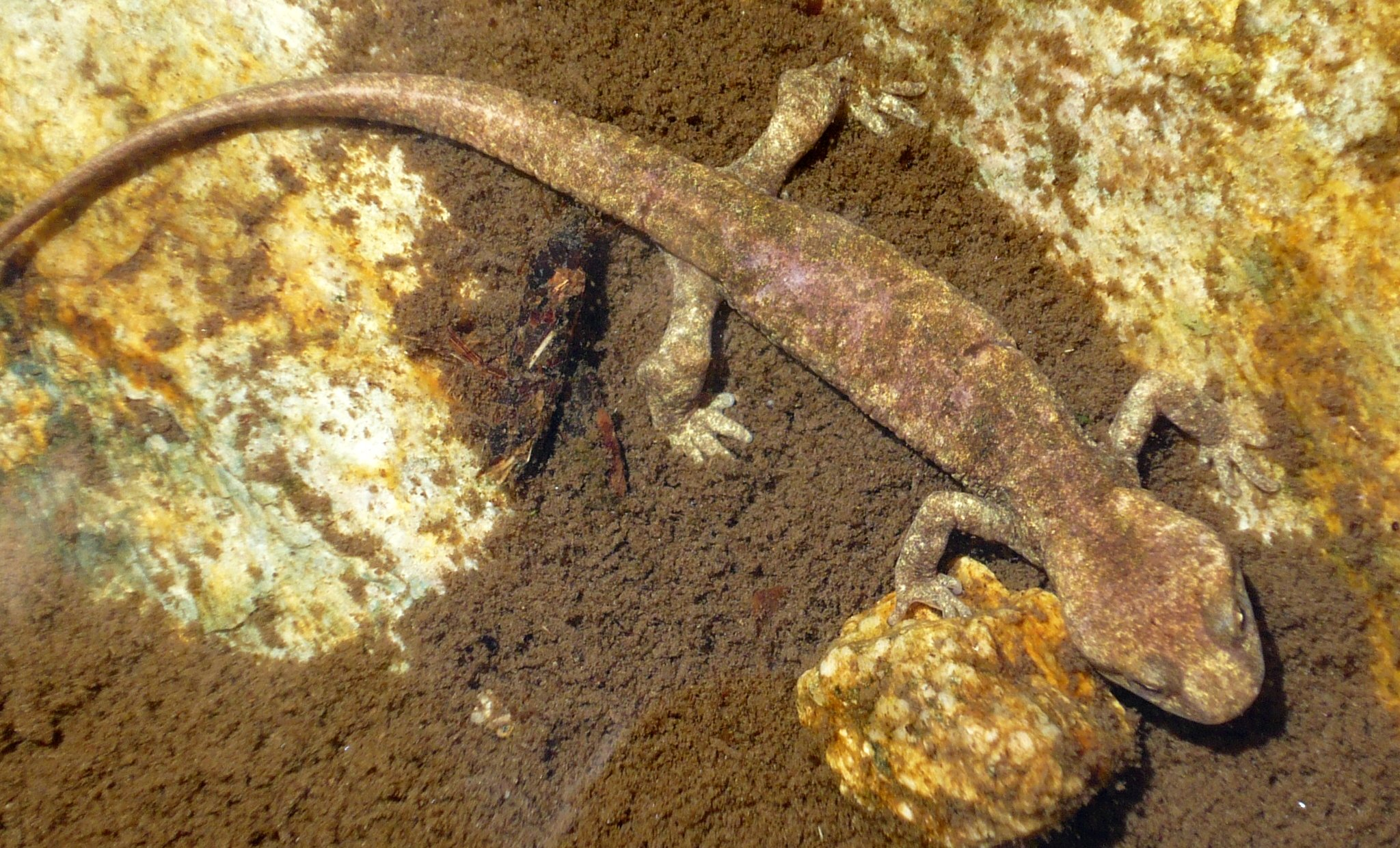
Mâle de la forêt de Valdu Niellu.

Cette espèce est endémique de Corse, en France. Elle se rencontre à 2 260 m d'altitude au dessus du niveau de la mer.

## Parasites
Un nématode parasite, Amphibiocapillaria combesi, a été décrite des intestins d'euproctes corses de la forêt de Valdu Niellu. Le Monogène Polystomatidae Euzetrema knoepffleri est, lui, un parasite de la vessie urinaire.

### Publication originale
- Savi, 1838 : Descrizione della Salamandra corsica, e della Megapterna montana, nuovi animali della famiglia Batrachii. Nuovo Giornale de'Letterati, Pisa, vol. 37, p. 208-217 (texte intégral).